# Петар Николаевич Молер
Петар Николаевич Молер (серб. Петар Николајевић Молер; 1775, Бабина Лука, Османская империя — 1816, Боговада, Княжество Сербия) — сербский художник, патриот, революционер и политик, участвовавший как в первом, так и во втором этапе Сербской революции; в 1815 году стал первым премьер-министром Княжества Сербия.